# West Jefferson (Carolina do Norte)
West Jefferson é uma cidade  localizada no estado norte-americano de Carolina do Norte, no Condado de Ashe.

## Demografia
Segundo o censo norte-americano de 2000, a sua população era de 1081 habitantes.
Em 2006, foi estimada uma população de 1131, um aumento de 50 (4.6%).

## Geografia
De acordo com o United States Census Bureau tem uma área de
4,5 km², dos quais 4,5 km² cobertos por terra e 0,0 km² cobertos por água.

## Localidades na vizinhança
O diagrama seguinte representa as localidades num raio de 32 km ao redor de West Jefferson.